# Крис Гучиони
Кристофер „Крис” Лук Гучиони (енгл. Christopher „Chris” Luke Guccione; IPA:  30. јул 1985. Мелбурн, Аустралија) је бивши аустралијски тенисер.
Најбољи пласман на АТП листи у појединачној конкуренцији му је 67. место које је достигао у априлу 2008. У конкуренцији парова најбољу позицију је остварио у новембру 2014. када је био 38. тенисер света.

## Каријера
Професионално се бави тенисом од 2003. Тениски идол током одрастања му је био Пит Сампрас.
Прво учешће на Гренд слем турнирима остварио је на Отвореном првенству Аустралије 2004. На турниру у Сиднеју 2004. забележио је прву победу над неким топ 10 играчем савладавши Хуана Карлоса Ферера, трећег тенисера света.
Стигао је до финала два АТП турнира у синглу, док је у дублу освојио укупно пет титула. До првог трофеја је дошао у Њупорту 2010. а партнер му је био Аустралијанац Карстен Бол. Четири године касније тријумфује на истом турниру, овога пута у пару са Лејтоном Хјуитом. Недељу дана после освајања Њупорта долази до своје треће титуле, на турниру у Боготи, са дубл партнером Семом Гротом. Свој четврти турнир (трећи на трави) осваја 2015. у Нотингему. Дубл партнер му је био Бразилац Андре Са. Са сународником Гротом побеђује на турниру у Њупорту 2016. што је њихова четврта заједничка титула.
Наступао је више пута за Дејвис куп репрезентацију Аустралије. Тренутак на који је најпоноснији је тријумф у петом мечу Дејвис купа 2006. против репрезентације Швајцарске чиме је донео победу свом тиму укупним резултатом 3–2.

## Приватни живот
Крисов отац Санто је Италијан а мајка Дајана Аустралијанка. Има једног брата, Ентонија. Омиљена јела су му бифтек и чипс, а омиљени глумац Адам Сендлер. Највише воли да слуша U2. Идеално место за одмор види на тропској плажи. Да није тенисер највероватније би био играч аустралијског фудбала. У својој породици види инспирацију због чињенице да је од ње добијао подршку током читаве каријере. За спортског идола ван тениса сматра Тајгера Вудса.

## АТП финала

### Појединачно: 2 (0–2)
| Легенда                        |
| ------------------------------ |
| Гренд слем турнири (0–0)       |
| Завршно првенство сезоне (0–0) |
| АТП мастерс 1000 (0–0)         |
| АТП 500 (0–0)                  |
| АТП 250 (0–2)                  |

| Финала по подлози |
| ----------------- |
| Тврда (0–2)       |
| Шљака (0–0)       |
| Трава (0–0)       |

| Финала по локацији |
| ------------------ |
| Отворено (0–2)     |
| Дворана (0–0)      |

| Исход     | Бр. | Датум            | Турнир              | Подлога | Противник        | Резултат           |
| --------- | --- | ---------------- | ------------------- | ------- | ---------------- | ------------------ |
| Финалиста | 1.  | 7. јануар 2007.  | Аделејд, Аустралија | Тврда   | Новак Ђоковић    | 3–6, 7–6(8–6), 4–6 |
| Финалиста | 2.  | 12. јануар 2008. | Сиднеј, Аустралија  | Тврда   | Дмитриј Турсунов | 6–7(3–7), 6–7(4–7) |

### Парови: 12 (5–7)
| Легенда                        |
| ------------------------------ |
| Гренд слем турнири (0–0)       |
| Завршно првенство сезоне (0–0) |
| АТП мастерс 1000 (0–0)         |
| АТП 500 (0–1)                  |
| АТП 250 (5–6)                  |

| Финала по подлози |
| ----------------- |
| Тврда (1–5)       |
| Шљака (0–1)       |
| Трава (4–1)       |

| Финала по локацији |
| ------------------ |
| Отворено (5–6)     |
| Дворана (0–1)      |

| Исход     | Бр. | Датум               | Турнир                   | Подлога   | Партнер       | Противници                           | Резултат                   |
| --------- | --- | ------------------- | ------------------------ | --------- | ------------- | ------------------------------------ | -------------------------- |
| Финалиста | 1.  | 6. јануар 2008.     | Аделејд, Аустралија      | Тврда     | Роберт Смитс  | Мартин Гарсија Марсело Мело          | 3–6, 6–3, [7–10]           |
| Победник  | 1.  | 11. јул 2010.       | Њупорт, САД              | Трава     | Карстен Бол   | Сантијаго Гонзалез Травис Ретенмајер | 6–3, 6–4                   |
| Победник  | 2.  | 13. јул 2014.       | Њупорт, САД (2)          | Трава     | Лејтон Хјуит  | Јонатан Ерлих Раџив Рам              | 7–5, 6–4                   |
| Победник  | 3.  | 20. јул 2014.       | Богота, Колумбија        | Тврда     | Самјуел Грот  | Николас Бариентос Хуан С. Кабал      | 7–6(7–5), 6–7(3–7), [11–9] |
| Финалиста | 2.  | 28. септембар 2014. | Шенџен, Кина             | Тврда     | Самјуел Грот  | Жан-Жилијен Ројер Орија Текау        | 4–6, 6–7(4–7)              |
| Финалиста | 3.  | 19. октобар 2014.   | Москва, Русија           | Тврда (д) | Самјуел Грот  | Франтишек Чермак Јиржи Весели        | 6–7(2–7), 5–7              |
| Победник  | 4.  | 27. јун 2015.       | Нотингем, В. Британија   | Трава     | Андре Са      | Пабло Куевас Давид Мареро            | 6–2, 7–5                   |
| Финалиста | 4.  | 4. октобар 2015.    | Шенџен, Кина (2)         | Тврда     | Андре Са      | Колин Флеминг Јонатан Ерлих          | 1–6, 7–6(7–3), [6–10]      |
| Финалиста | 5.  | 10. јануар 2016.    | Бризбејн, Аустралија (2) | Тврда     | Џејмс Дакворт | Хенри Континен Џон Пирс              | 6–7(4–7), 1–6              |
| Финалиста | 6.  | 25. април 2016.     | Букурешт, Румунија       | Шљака     | Андре Са      | Флорин Мерђа Орија Текау             | 5–7, 4–6                   |
| Финалиста | 7.  | 19. јун 2016.       | Лондон, В. Британија     | Трава     | Андре Са      | Пјер-Иг Ербер Никола Маи             | 3–6, 6–7(5–7)              |
| Победник  | 5.  | 17. јул 2016.       | Њупорт, САД (3)          | Трава     | Самјуел Грот  | Џонатан Мареј Адил Шамаздин          | 6–4, 6–3                   |